# Art de la table coréen
 (août 2021).
La mise en forme du texte ne suit pas les recommandations de Wikipédia : il faut le « wikifier ».
Les points d'amélioration suivants sont les cas les plus fréquents. Le détail des points à revoir est peut-être précisé sur la page de discussion.
- Les titres sont pré-formatés par le logiciel. Ils ne sont ni en capitales, ni en gras.
- Le texte ne doit pas être écrit en capitales (les noms de famille non plus), ni en gras, ni en italique, ni en « petit »…
- Le gras n'est utilisé que pour surligner le titre de l'article dans l'introduction, une seule fois.
- L'italique est rarement utilisé : mots en langue étrangère, titres d'œuvres, noms de bateaux, etc.
- Les citations ne sont pas en italique mais en corps de texte normal. Elles sont entourées par des guillemets français : « et ».
- Les listes à puces sont à éviter, des paragraphes rédigés étant largement préférés. Les tableaux sont à réserver à la présentation de données structurées (résultats, etc.).
- Les appels de note de bas de page (petits chiffres en exposant, introduits par l'outil «  Source ») sont à placer entre la fin de phrase et le point final[comme ça].
- Les liens internes (vers d'autres articles de Wikipédia) sont à choisir avec parcimonie. Créez des liens vers des articles approfondissant le sujet. Les termes génériques sans rapport avec le sujet sont à éviter, ainsi que les répétitions de liens vers un même terme.
- Les liens externes sont à placer uniquement dans une section « Liens externes », à la fin de l'article. Ces liens sont à choisir avec parcimonie suivant les règles définies. Si un lien sert de source à l'article, son insertion dans le texte est à faire par les notes de bas de page.
- La présentation des références doit suivre les conventions bibliographiques. Il est recommandé d'utiliser les modèles {{Ouvrage}}, {{Chapitre}}, {{Article}}, {{Lien web}} et/ou {{Bibliographie}}. Le mode d'édition visuel peut mettre en forme automatiquement les références.
- Insérer une infobox (cadre d'informations à droite) n'est pas obligatoire pour parachever la mise en page.

Pour une aide détaillée, merci de consulter Aide:Wikification.
Si vous pensez que ces points ont été résolus, vous pouvez retirer ce bandeau et améliorer la mise en forme d'un autre article.
 (août 2021).
 (août 2021).

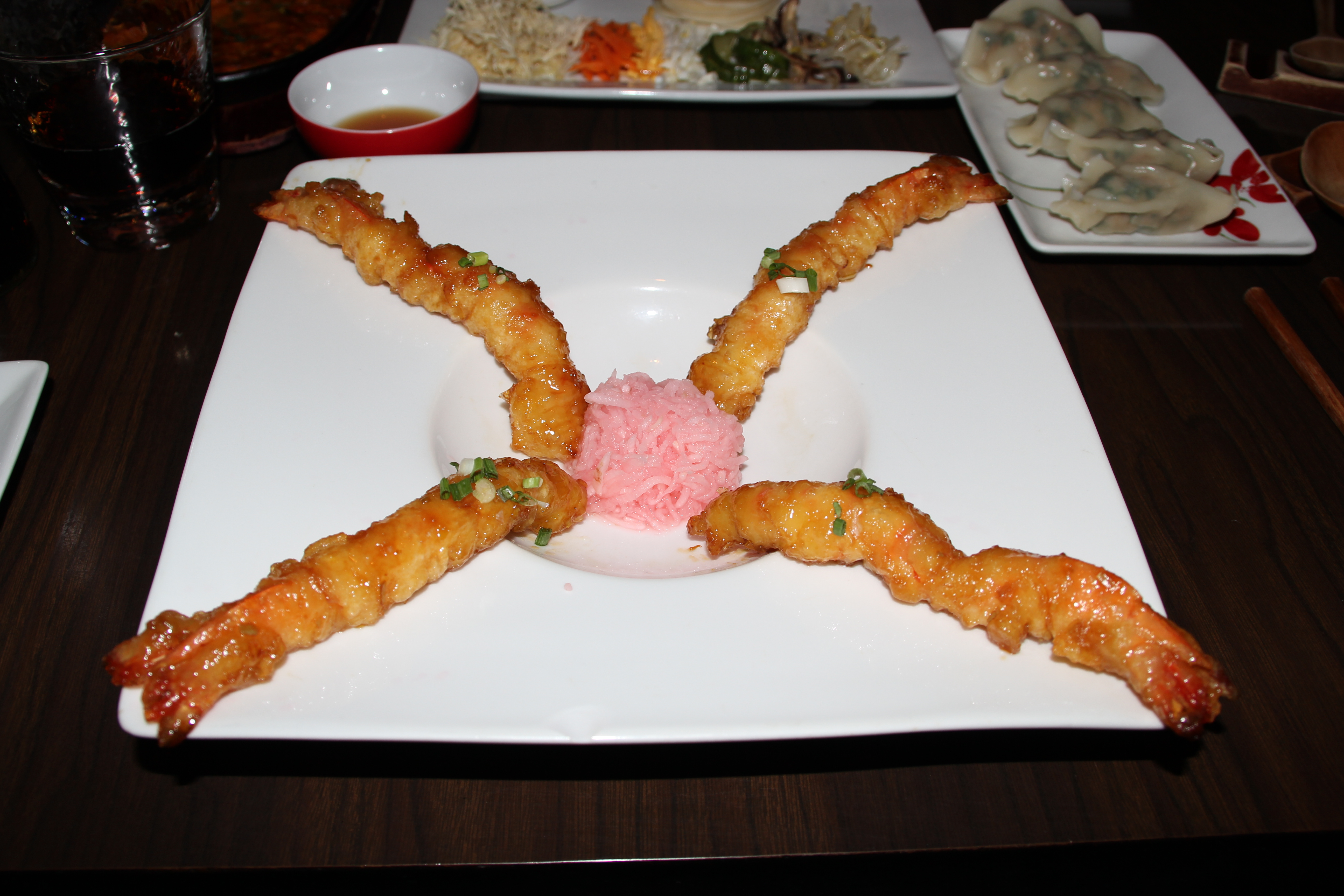
Plat de beignets de crevettes servi dans un restaurant coréen.

L’art de la table coréen et sa culture culinaire sont un système complexe de règles et de traditions qui diffèrent de celles des pays voisins car elles sont imprégnées par la culture et l’Histoire du pays. D’un point de vue sociologique, il s’agit de conventions qui sont partagées à travers la société coréenne et qui dictent la façon dont les repas sont préparés, présentés et consommés.

## Mettre la table
En fonction de la situation, la table coréenne peut être dressée de différentes façons. Au quotidien les repas sont principalement composés de riz et de soupe servis individuellement et d’accompagnements placés au centre de la table à portée de tous. Le nombre d’accompagnements est variable et peut aller jusqu’à douze. On désignera différemment une table en fonction du nombre d’accompagnements servis. Ainsi on peut parler de “samcheopbansang” (trois plats), “ocheopbansang” (cinq plats), “chilcheopbansang” (sept plats), “gucheopbansang” (neuf plats) ou “shibisheopbansang” (douze plats).
Pour les festivités, chaque cérémonie est représentée par un plat spécifique. Pour les anniversaires on sert de la soupe d’algues, de la soupe aux gâteaux de riz pour le nouvel-an lunaire (Seollal) et pour Chuseok (aussi connu sous le nom du Thanksgiving coréen) c’est le Songpyeon, un type de gâteau de riz, qui est à l’honneur. Pour le solstice d’hiver la tradition est de cuisiner du riz et des haricots rouges dont les restes après le repas sont répandus autour du foyer et sur le pas de la porte pour éloigner les mauvais esprits.
Une autre occasion de dresser une table dans la culture coréenne est lors des cérémonies d’hommages aux ancêtres (ces cérémonies ont principalement lieu à Chuseok). Pour cette occasion la famille doit dresser la table appelée Jesa pour réaliser Charye, le rituel d’offre de nourriture aux ancêtres. Pour montrer le respect les offrandes sont présentées sur des plats surélevés sur pieds. La nourriture offerte ne doit contenir ni ail, ni oignons, ni poireaux ou piment. Le poisson doit être présenté entier et il faut de l’alcool de riz présent sur la table également.

## Les règles autour de la table
En Corée, les traditions en termes d’étiquette autour de la table sont profondément inspirées par les préceptes confucéens prônant la déférence aux aînés et de traiter la nourriture avec respect. Un exemple de règles appliquées au cours des siècles peut être observé dans les écrits retrouvés dans le temple Saso construit au XVIIIe siècle : « peu importe à quel point vous êtes occupé, vous devez vous asseoir à table dès qu’elle est installée. Ne permettez pas à la nourriture de refroidir ou à la poussière de se déposer sur le repas » ; « peu importe à quel point vous êtes en colère, ne laissez pas tomber votre cuillère et vos baguettes et ne râlez pas. Même si le riz ou la soupe sont chauds ne soufflez pas dessus, ne cognez pas contre le bol avec vos baguettes et ne faites pas de bruit en mangeant dans le bol avec votre cuillère. » ; « aussi, après avoir fini de manger reposez votre cuillère de façon à ce qu’elle ne dépasse pas du rebord de la table car en la soulevant la cuillère risquerait de tomber ».
Certaines de ces règles sont toujours respectées aujourd’hui, en voici quelques exemples :
- Il ne faut pas se pencher trop au-dessus du bol de nourriture
- En amenant la nourriture à sa bouche, le faire en retrait du plat
- Faire attention à ne pas tremper ses manches dans les plats en se servant
- Lors d’un dîner avec plusieurs convives, ne pas reposer ses couverts le premier et se lever avant les autres. Il faut reposer ses couverts dans son bol et lorsque plusieurs personnes ont fini leur repas on peut déposer les couverts sur la table et se lever avec le groupe.
- On ne peut prendre ses couverts qu’une fois que l’aîné a pris les siens pour attaquer le repas.
- Ne pas tenir les baguettes et la cuillère dans la même main
- Ne pas boire la soupe à même le bol
- Ne pas mettre la cuillère profondément dans sa bouche et ne pas mettre une cuillère utilisée dans un plat où plusieurs personnes se servent
- Ne pas souffler sur le riz ou la soupe même s’ils sont chauds et ne pas cogner le bol ou les plats avec les baguettes
- Ne pas faire de bruit en mangeant

## Histoire
La culture culinaire coréenne a évolué en suivant les courants historiques. Quand le Bouddhisme s’est imposé durant la période dite des Trois Royaumes (Ier siècle av. J.-C. - VIe siècle) la consommation de viande a fortement baissé sous l’influence des préceptes religieux et le nombre de recettes à base de légumes a fortement augmenté. Plus tard lors de l’ère Joseon (1392 -1910) ce sont les dogmes confucianistes qui ayant pris beaucoup d’importance ont influé sur les habitudes culinaires coréennes en voyant l’avènement de l’utilisation des baguettes et de la cuillère comme recommandé dans les écrits de Confucius. Mais le fait historique qui marqua durablement la cuisine coréenne fut l’importation du piment au XVIIe siècle et la création de la pâte de piment (Gochujang). C’est à partir de cette période que la vaisselle et le dressage de la table ont pris une dimension plus artistique. En hiver on utilise des plats en cuivre alors que l’été on préfère servir le repas dans les plats en porcelaine. Différentes tailles et formes de plats sont créées pour s’adapter à chaque préparation. La disposition du couvert se codifie avec le bol de riz à gauche, la soupe à droite et tout à droite les baguettes et la cuillère. Les sauces sont placées au centre de la table et les plats et accompagnements tout autour. La forme et la couleur des ingrédients dans les plats ont aussi commencé à prendre une grande importance à cette période-là.

## Symbolisme
Une autre des spécificités de l’art de la table coréen est l’importance de la symbolique exprimée à travers les plats. Ainsi un des exemples les plus emblématiques est le bibimbap qui consiste en un bol de riz agrémenté de plusieurs légumes, de viande, parfois d’un œuf et assaisonné avec de la pâte de soja et de l’huile de sésame. La présentation du plat est extrêmement importante car chaque élément a sa propre symbolique. Suivant le concept coréen de l’harmonie, chaque ingrédient représente une des cinq couleurs fondamentales définies dans la notion appelée Eumyang plus connue sous son nom chinois de Yin et Yang. Le blanc, le jaune et le rouge sont des couleurs du Yin et le bleu et le noir sont les couleurs du Yang. Chaque couleur correspond à une partie du corps sur laquelle elle a un effet bénéfique. Le jaune pour l’estomac avec la carotte ou la courge favorisant la digestion, le vert ou le bleu pour le foie représenté par les épinards ou   l’armoise, le blanc par l’ail ou les fleurs de campanule. La particularité de la couleur rouge est qu’en plus d’être liée au cœur elle sert également à éloigner le mauvais sort et le chagrin, elle est représentée par le piment ou le jujube. Enfin la couleur noire qui est liée aux reins est présente à travers les champignons, les algues ou les fougères.